# 罗定白庙
罗定白庙，位于中国广东省云浮市罗定市附城镇同仁，为罗定市的一个市级文物保护单位，类型为古建筑，公布时间为1994年6月8日。
白庙的历史年代为明、清。